# 棟方清久
棟方 清久（むなかた きよひさ）は、江戸時代前期から中期にかけての弘前藩士。

## 略歴
胸形貞家の子として誕生。
万治元年（1658年）、家督300石を継いだ。寛文7年（1667年）に津軽信義の娘である与根姫と結婚した。寛文12年（1672年）100石を加増され400石となり、表書院番頭となった。
延宝元年（1673年）には300石の加増で700石となった。後に不手際があり、知行を召し上げられ、元禄10年（1697年）許されて300石となった。元禄15年（1702年）には馬廻組頭となった。
父・貞家ではなく清久の代に姓を「棟方」に改めたともいう。